# جان سل کاتمن
جان سل کاتمن (انگلیسی: Mount Banahaw)، (زاده: ۱۶ آوریل ۱۷۸۲ – درگذشته: ۲۴ ژوئیه ۱۸۴۲) نقاش. چاپگر. نقاش چشم‌انداز تصویرگر، نویسندهٔ انگلیسی و عضو پیشرو مدرسه نقاشان نورویچ بود.

## نگارخانه

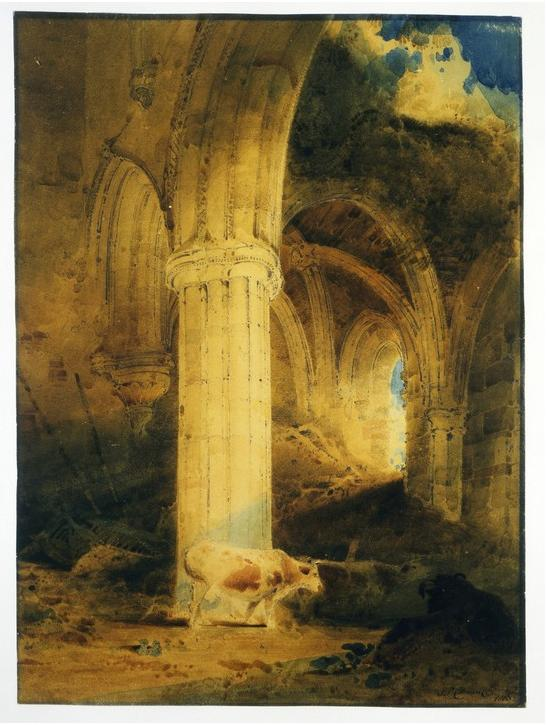
خرابه‌های Rievaulx ابی، یورکشایر (۱۸۰۳)
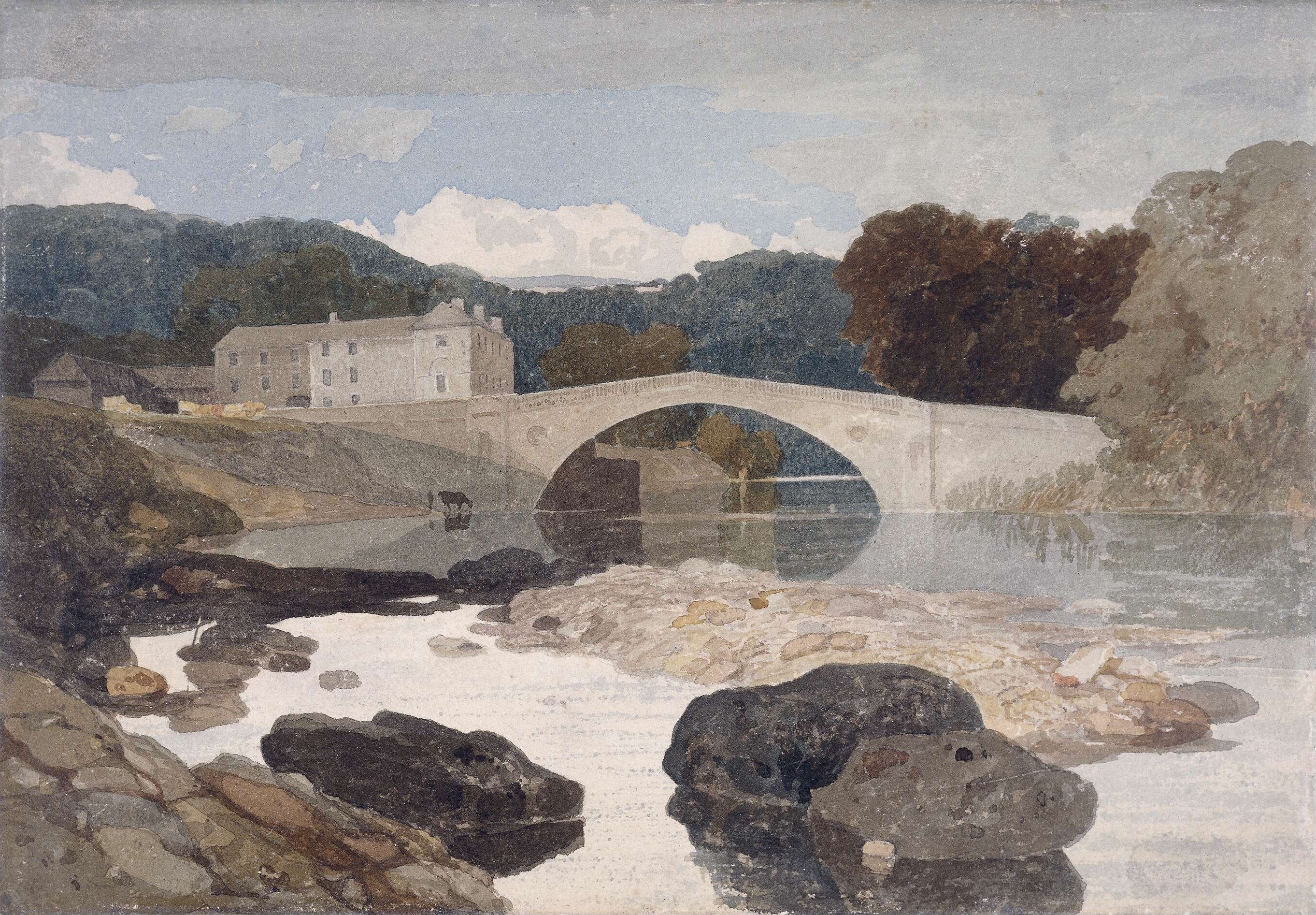
گرتا پل (۱۸۰۵)
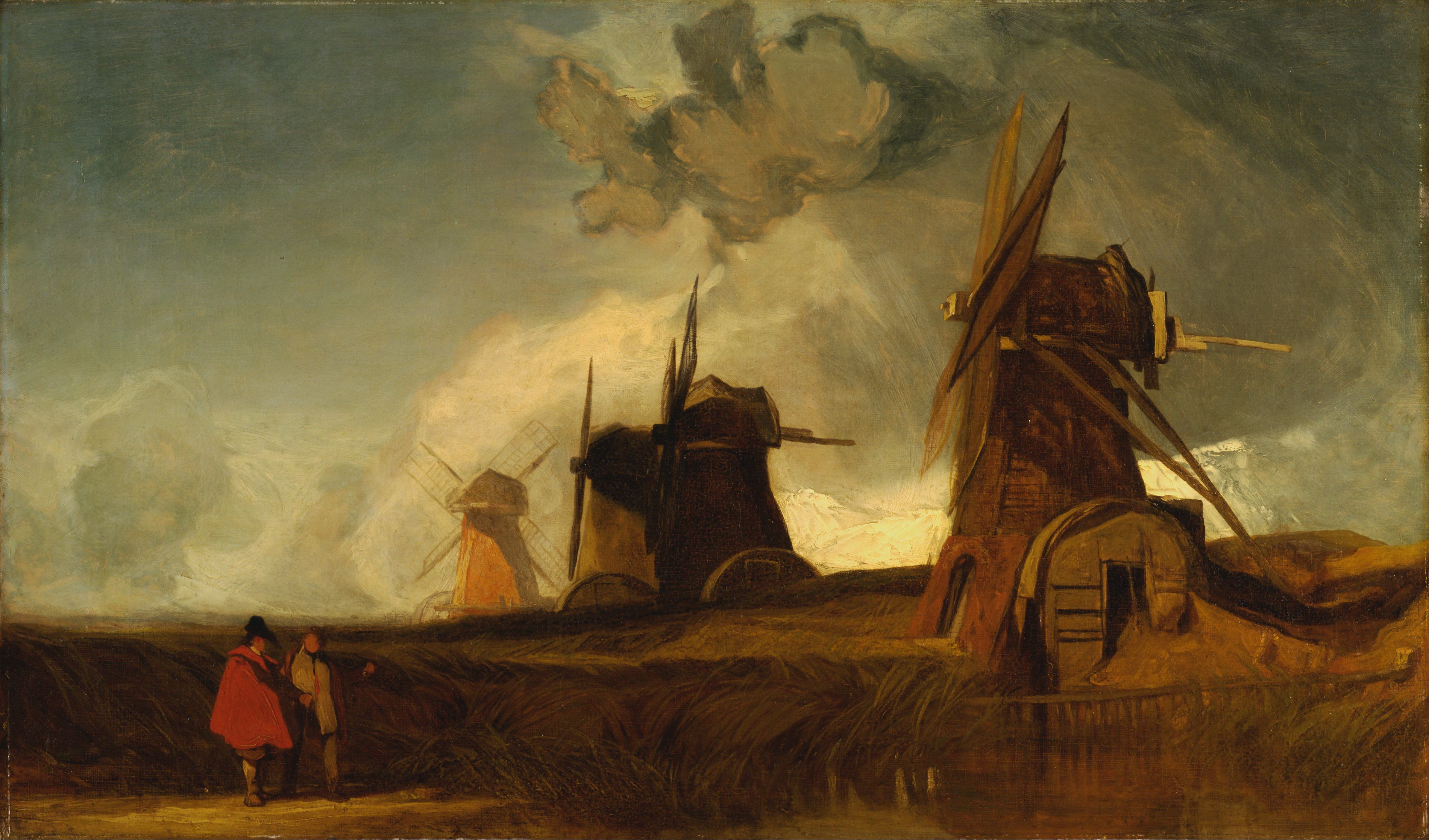
زهکشی میلز در فتوشاپ Croyland Lincolnshire

- Cundall, Herbert Minton; Holme, Charles Geoffrey (1920). The Norwich school; John ("Old") Crome, John Sell Cotman, George Vincent, James Stark, J. Berney Crome, John Thirtle, R. Ladbrooke, David Hodgson, M.E. [and] J.J. Cotman, etc. London: The Studio Ltd.

## برای مطالعهٔ بیشتر
- Dickes, William Frederick (1905). The Norwich school of painting: being a full account of the Norwich exhibitions, the lives of the painters, the lists of their respecitve exhibits and descriptions of the pictures. Norwich: Jarrold & Sons Ltd.